# York (Alabama)
York – miasto w Stanach Zjednoczonych, w stanie Alabama, w hrabstwie Sumter. W roku 2023 miasto zamieszkiwało 2307 osób, a gęstość zaludnienia wynosiła 126,1 osoby/km².